# György Deák-Bárdos
Pour les articles homonymes, voir György Bárdos, Deák et Bardos.
György Deák-Bárdos (Gyula György Bárdos jusqu'en 1930), né le 5 juin 1905 à Budapest et mort dans cette même ville le 14 août 1991, est un compositeur hongrois, organiste, professeur de chant et de musique. Il est le frère cadet de Lajos Bárdos.

## Biographie
Il naît à Budapest de Lajos Bárdos et Anna Kauffmann. Après ses études, il voyage à l'étranger et effectue des voyages d'études d'orgue en Allemagne, en Slovaquie et en Italie pendant trois ans.
En 1929, il sort diplômé de l'Académie de musique, où il obtient un diplôme de composition, d'orgue et d'enseignement.
Entre-temps, il remporte deux fois le prix Ferenc Liszt et obtient une bourse d'État à la fin de ses études. Il devient professeur de chant au lycée de la capitale, puis entre 1933 et 1947 il devient le chef de la chorale Jésus Szíve qu'il fonde dans l'église paroissiale Jésus Szíve de la rue Mária.
En 1946, il est nommé professeur à l'Académie de musique. Il travaille comme commis à l'Association nationale Cecília pour le développement de la musique d'église hongroise. Il a également mené un travail fructueux au sein de l'Association nationale des professeurs de chant hongrois et à la tête du Cercle de chanson Testvériség. Il a composé de nombreuses musiques d'église, dont des messes hongroises, des hymnes, des motets, des chants d'église et des passions pour l'orgue. En tant que compositeur profane, Bárdos Deák a également principalement composé des œuvres chorales.
Son épouse est Erzsébet Lengyel, avec qui il se marie le 13 novembre 1934 à Budapest, District I.

## Œuvres

### Messes orchestrales
- Messe de Saint Imre (création : Paris (1931), USA (1932))
- Missa Diatonica (1937)

### Messesa cappella
- Messe Cantate
- Missa Brevis

### Messe pour orgue
- Messe en canon

### Cantates
- Rosarium (Paris, 1933)
- Paraceve (Aix-la-Chapelle, 1934)
- Pastorale (Rome, 1938)

### Chœur d'église
- Confirma me (Francfort, 1936)

### Cycles de chansons folkloriques
- Chansons militaires
- Crème de brousse Borsodi
- Chansons paysannes

## Récompenses et reconnaissances
- 1964 - Excellent professeur
- 1973 - Travailleur exceptionnel de l'éducation
- 1975 - Ordre du mérite du travail, grade argent

## Remarques
1. ↑  « Házasságkötési bejegyzése a Budapest I. kerületi polgári házassági akv. 605/1934. folyószáma alatt » (consulté le 20 décembre 2019)